# 네가 떠올리는 나는 너를 사랑하고 있을까
〈네가 떠올리는 나는 너를 사랑하고 있을까〉(일본어: 君が思い出す僕は 君を愛しているだろうか 키미가오모이다스보쿠와 키미오아이시테이루다로카[*])는 V6의 42번째 싱글이다.

## 개요
전작 〈ROCK YOUR SOUL〉으로부터 약 8개월 만의 싱글이다.

## 수록곡

### 초회 생산 한정반 A
CD
1. 君が思い出す僕は 君を愛しているだろうか / 네가 떠올리는 나는 너를 사랑하고 있을까
작사: Mariko Ogata / 작곡: Baby Scent, Dino Cirone / 편곡: 츠루타 카이오
  - TV 아사히 계열 《경시청 수사 1과 9계 season8》 주제가
2. FLASH BACK
작사: ARIA / 작곡: HAN SANG WON / 편곡: HAN SANG WON, YOON YOUNG MIN
  - TBS 계열 《가챠가챠 V6》 엔딩 테마 (2013년 8월 ~ )

DVD
1. 君が思い出す僕は 君を愛しているだろうか 뮤직 비디오 Long ver.

### 초회 생산 한정반 B
CD
1. 君が思い出す僕は 君を愛しているだろうか / 네가 떠올리는 나는 너를 사랑하고 있을까
2. FLASH BACK

DVD
1. FLASH BACK V6 live tour 2013 Oh! My! Goodness! DANCE ver.&멤버 멀티앵글 ver.

### 통상반
CD
1. 君が思い出す僕は 君を愛しているだろうか / 네가 떠올리는 나는 너를 사랑하고 있을까
2. FLASH BACK
3. Summer Day - 20th Century
작사: 야마시타 카즈아키 / 작곡·편곡: Shinjiroh Inoue
4. キミノカケラ / 그대의 조각 - Coming Century
작사·작곡: TAMATE BOX / 편곡: Yasutaka Kume
5. 君が思い出す僕は 君を愛しているだろうか（instrumental）
6. FLASH BACK（instrumental）
7. Summer Day / 20th Century（instrumental）
8. キミノカケラ / Coming Century（instrumental）